# Mort à Buenos Aires
Ne doit pas être confondu avec Mort à Sarajevo, Mort à Venise ou Mort à Beyrouth.
Pour plus de détails, voir Fiche technique et Distribution.
Mort à Buenos Aires (Muerte en Buenos Aires) est un thriller policier argentin réalisé par Natalia Meta, sorti en 2014. Le film compte la participation de Demian Bichir, Chino Darin et Monica Antonopulos.
L'inspecteur Chavez, un père de famille et policier à caractère dur, enquête sur un homicide survenu dans les milieux les plus huppés de la haute société de Buenos Aires pendant les années 1980. Sur la scène du crime, Chavez fait la rencontre de l'officier Gomez, un beau débutant qui devient son bras droit. Gomez se fait passer pour un appât dans l'objectif d'arrêter le meurtrier.

## Synopsis
L'histoire se passe à Buenos Aires dans les années 1980. L'inspecteur Chavez et sa partenaire Dolores Petric sont appelés à la résidence de Jaime Alcorta (alias Copito), un homosexuel, membre de la haute société de la capitale argentine. Au cœur de la scène du crime, Chavez rencontre le jeune officier Gomez (alias El Ganso) qui prétend être le premier sur place à la suite d'une plainte pour tapage nocturne. Le lendemain, dans une rencontre imprévue, Gomez informe l'inspecteur Chavez qu'il a involontairement pris une boîte d'allumettes de la boîte de nuit gay "Manila" sur la scène du crime.
Chavez et Dolores se déplacent au discothèque à la recherche de Kevin, un amant d'Alcorta, qui avait laissé un message sur le répondeur de la victime. Sur place, Dolores découvre une salle de contrôle vidéosurveillance captant les relations homosexuelles de la haute société de Buenos Aires. Parallèlement, Chavez assiste à une performance de Kevin d'une chanson identique au disque de l'appartement de Copito. Gomez se croise pour une troisième fois avec Chavez. Prétendant qu'il enquête également sur l'affaire, El Ganso provoque une dispute dans le bar et permet à Kevin de s'enfouir.
L'inspecteur Chavez décide d'impliquer Gomez officiellement dans l'enquête. Les deux policiers mettent en place un plan d'infiltration à travers lequel Gomez va se rapprocher de Kevin. Insatisfait dans son mariage, Chavez développe des sentiments d'amour envers Gomez. Durant une scène de sadomasochisme avec Gomez, Chavez et Dolores interrompent Kevin en le plaçant en garde à vue.
Lors d'un interrogatoire, Kevin convainc Chavez de le libérer temporairement. Il emmène l'inspecteur pour enquêter sur l'affaire de la famille Alcorta. Ces derniers profitent de l'export de chevaux dans le trafic de drogue. Gomez arrive sur les lieux et tire sur Kevin qui tente de s'évader à cheval. Chavez confronte Gomez en le forçant à s'asseoir contre sa voiture. Lorsqu'il commence à détacher sa ceinture, les renforts arrivent sur place.
À la suite de la pression de la famille de la victime, le juge Morales décide de clore l'enquête. Chavez découvre des implants sur les chevaux confirmant l'histoire de Kevin. Convaincu qu'El Ganso est derrière le meurtre de Jaime Alcorta, Chavez se rend chez Gomez. Dans un emplacement isolé, Chavez confronte de nouveau Gomez. Ce dernier nie toute implication. La paranoïa de Chavez atteint son extrême lorsqu'il pointe son arme sur des patrouilleurs. Gomez le console et l'embrasse. Chavez lui rend le baiser avec passion mais un coup de feu sur l'estomac le freine confirmant ses soupçons à l'égard d'El Ganso. Gomez jette son arme dans la mer, fume une cigarette et s'en va laissant Chavez seul.

## Fiche technique
- Titre : Mort à Buenos Aires
- Titre original : Muerte en Buenos Aires
- Réalisation : Natalia Meta
- Scénario : Natalia Meta, avec la collaboration de Laura Farhi, Gustavo Malajovich et Luz Orlando Brennan
- Musique : Daniel Melero
- Photographie : Marcelo Lavintman, Guillermo Nieto et Rodrigo Pulpeiro
- Montage : Eliane Katz et Alejandro Nakano
- Production : Fabiana Tiscornia
- Pays :  Argentine
- Genre : Policier, drame, romance et thriller
- Durée : 90 minutes
- Dates de sortie : 
  -  Argentine : 15 mai 2014

## Distribution
- Demián Bichir : Chávez
- Chino Darín : Ganso
- Carlos Casella : Kevin
- Mónica Antonópulos : Dolores
- Emilio Disi : Morales
- Jorgelina Aruzzi : Ana
- Hugo Arana : Sanfilippo
- Luisa Kuliok : Blanca
- Humberto Tortonese : Calígula
- Gino Renni : Sastre
- Fabián Arenillas : Anchorena
- Maxi Diorio : Kevin
- Nehuen Penzotti : Miguel
- Martín Wullich : Copito
- Arturo Goetz : Polo
- Brenda Senlle : Luz
- Sandra Villani : Lili
- Julio Graham : le secrétaire Morales
- Manuel Longueira : Enrique
- Jimena Del Pozo : Rosa
- Oscar Gutierrez : l'officiel Oscar
- Ramón Morinigo : l'officiel Ramón

## Thème

### L'homophobie
Dans sa critique du film, Ranjani Krishnakumar décrit le personnage de l'inspecteur Chavez, interprété par Demian Bichir, comme un homophobe se cachant derrière son caractère hypermasculin pour réprimer ses désirs homoérotiques. Elle fonde sa critique sur l'usage avec dérision du terme "pédé". Cependant, toujours d'après Krishnakumar, l'homophobie de Chavez reflète celle de la quasi-totalité de son entourage. Elle s'appuie dans ce cadre sur la scène dans laquelle le juge Morales, interprété par Emilio Disi, dit : " Nous savions qu'il finirait comme ça" concernant la manière dont Jaime Alcorta est mort. Par contre, elle démontre que Chavez tente violemment d'affirmer son hétérosexualité mais sa couverture commence à se dévoiler en cédant à son désir pour l'officier Gomez. Elle explique ce fait par la scène où Chavez emmène Gomez pour lui acheter un costume. L'inspecteur vient au secours du jeune policier en l'aidant à nouer sa cravate. Elle attire également l'attention sur l'habitude de fumer de Chavez. Ranjin Krishnakumar explique que cette habitude est une métaphore de l'homosexualité de Chavez. Elle argumente son analyse par le fait que le protagoniste tire une ou deux bouffées de la cigarette et la jette immédiatement. Il veut fumer mais ne le fait pas. De même, il est attiré par El Ganso mais il n'est pas.
Pour sa part, Alejandro Modarelli parle de deux représentations familières dans le film. La première est celle d'une vielle femme folle au nom famille en forme d'avenue avec les draps ensanglantés témoignant les crimes de haine. Alors que la deuxième renvoie au portier évoquant les visites nocturnes rendues à la victime par de supposés "pédés" (ndlr: scènes existantes dans le film). L'homophobie policière, selon Modarelli, est manifestée par peur ou par admiration à l'égard de la classe supérieure.
Dans la même optique, Maria Valdez consacre une partie de son article au personnage du commissaire Sanfilippo, joué par Hugo Arana, et celui du juge Morales. Concernant le premier, il représente un texte charnière et se positionne comme un liant qui relie les forces de police, en tant que brigade de moralité, à l'homosexualité réprimée, à ses dissimulations et à ses tromperies abritées sous l'uniforme des forces de l'ordre. Il symbolise également le dispositif homophobe extrême de la police qui a besoin non seulement de l'échec mais aussi de la surveillance d'une éventuelle homosexualité parmi ses propres membres. Quant au juge Morales, Valdez le présente comme un arrogant doux, un manieur de mots et une autre face du contrôle. Il utilise l'appellation "papillon" pour désigner les hommes homosexuels.
Cette homophobie n'est pas une première dans le cinéma argentin. Guillermo Olivera cite la violence policière et sociale dans le cinéma argentin à l'instar de Dios Los cria (1979) et Adios Roberto (1985).Il qualifie la représentation de la communauté LGBT dans le cinéma argentin, d'un point de vue historique, de problématique et complexe. Olivera attribue cette problématique à la présence limitée des personnages LGBT dans les films argentin ainsi qu'au déplacement des intrigues traitant de l'homosexualité ou de l'homoérotisme vers le Brésil.

## Réception
En ce qui concerne les critiques, le film a obtenu une moyenne de 5,8/10 sur IMDB comprenant 23 revues d'utilisateurs. Tandis que sur le site de critique argentin Todas las criticas, le film a généré environ 54% de critiques positives sur un total de 39 critiques.
Dans la même lignée, La Prensa qualifie le duo Chavez-Gomez comme la principale attraction du film. Le média d'information argentin salue les efforts de la réalisatrice Natalia Meta dans la récréation, avec de très bonnes ressources dramatiques, ce jeu classique du chat et de la souris dans lequel on essaie de découvrir le potentiel criminel.
José Antonio Martin (El ante penultimo mohicano) parle d'un look visuel intéressant et qualifie la dynamique entre l'inspecteur Chavez et l'agent Gomez de notable, avec une tension sexuelle insoupçonnée pour les deux rôles, en principe hétérosexuels, avec leurs familles respectives. La performance de Kevin, l'amant de Copito, a été selon Martin remarquable dont le rôle est important dans l'exécution de l'enquête. Le critique espagnol souligne que les chansons accompagnent, à la manière d'un feuilleton, l'évolution de la relation entre les deux policiers. C'est-à-dire de la tension et l'intimité jusqu'aux sentiments du désir et de jalousie obsessionnelle.
En revanche, Alejandro Lingetti (La nacion) trouve que l'intrigue du film est faible et invraisemblable à certains moments du film avec une succession anarchique des touches d'humour et de noirceur. D'après Lingetti, l'histoire d'amour unissant l'inspecteur Chavez et Gomez reste forcée et anormale.

## Distinctions
Le film a remporté le prix du meilleur acteur au Festival international du film fantastique de Puchon 2015 pour Chino Darín.